# Jesús Casas García
Jesús Casas García (Madrid, España, 23 de octubre de 1973), más conocido como Jesús Casas, es un exfutbolista y entrenador de fútbol español. Actualmente está sin club.

## Trayectoria

### Como jugador
Jesús nació en Madrid pero se crio en Cádiz y comenzó a jugar en los benjamines del GE CASA, antes de ingresar en 1985 en la cantera del Cádiz CF para jugar en categoría alevín. En la temporada 1991-92, llega al equipo juvenil del Cádiz CF que militaba en División de Honor y más tarde, formaría parte del Balón de Cádiz CF en la temporada 1992-93 y del Cádiz CF "B" en la temporada 1993-94. 
En 1994 es llamado para formar parte del Cádiz CF de la Segunda División B de España, pero finalmente saldría cedido al Atlético Sanluqueño, volviendo en esa misma temporada a la disciplina del Cádiz CF "B". Tras dejar la disciplina cadista, comienza un largo periplo por diversos equipos de la provincia, Jerez Industrial Club de Fútbol (temporadas 1995-96 y 2001-02), Chiclana CF (1996-97 y 1997-98), Puerto Real CF (temporadas 1998-99, 1999-00, 2000-01 y 2002-03) para retirarse en el verano de 2003.

### Como entrenador
Casas inició su carrera como entrenador a los 29 años en las categorías inferiores del Cádiz CF. Posteriormente trabajó como analista de partidos para el Eibar y el FC Barcelona B, antes de convertirse en ojeador y analista de partidos en el FC Barcelona.Luego regresó a Cádiz, para convertirse en director de su departamento juvenil, y en enero de 2018 pasó a ser asistente de Javi Gracia en el Watford.
El 10 de julio de 2018, se convierte en segundo entrenador de la Selección de fútbol de España, formando parte del cuerpo técnico de Luis Enrique, y más tarde de Robert Moreno y Luis de la Fuente. El 25 de febrero de 2022, dejaría su cargo.
El 3 de noviembre de 2022, firma como entrenador de la selección de Irak.Comenzó oficialmente su ciclo el 30 de diciembre donde enfrentó a Kuwait en un amistoso previo a la Copa de Naciones del Golfo en Basora, que finalmente obtuvieron tras una victoria por 3-2 sobre Omán en la final.Sin embargo, en la Copa Asiática 2023, quedó eliminado en los octavos de final después de perder ante Jordania por 3-2. En abril de 2025, se oficializó su salida del cargo después de una serie de malos resultados en la clasificación a la Copa Mundial de la FIFA 2026.

## Clubes

### Como jugador
| Club                            | País   | Año       |
| ------------------------------- | ------ | --------- |
| Cádiz CF "B"                    | España | 1993-1995 |
| Atlético Sanluqueño (cedido)    | España | 1994-1995 |
| Jerez Industrial Club de Fútbol | España | 1995-1996 |
| Chiclana CF                     | España | 1996-1998 |
| Puerto Real CF                  | España | 1998-2001 |
| Jerez Industrial Club de Fútbol | España | 2001-2002 |
| Puerto Real CF                  | España | 2002-2003 |

### Como entrenador
| Club                                 | País       | Año       |
| ------------------------------------ | ---------- | --------- |
| Cádiz CF Juvenil                     | España     | 2003-2004 |
| Cádiz CF "B" (2.º entrenador)        | España     | 2004-2005 |
| Balón de Cádiz CF                    | España     | 2007-2008 |
| Cádiz CF "B"                         | España     | 2008-2009 |
| Watford (2.º entrenador)             | Inglaterra | 2018      |
| Selección de España (2.º entrenador) | España     | 2018-2022 |
| Selección de Irak                    | Irak       | 2022-2025 |

## Palmarés

### Como entrenador

#### Campeonatos internacionales
| Título                     | Club              | País | Año  |
| -------------------------- | ----------------- | ---- | ---- |
| Copa de Naciones del Golfo | Selección de Irak | Irak | 2023 |